# Cyrtoneurina alifusca
Cyrtoneurina alifusca är en tvåvingeart som beskrevs av Márcia Souto Couri 1982. Cyrtoneurina alifusca ingår i släktet Cyrtoneurina och familjen husflugor. Inga underarter finns listade i Catalogue of Life.